# Início da condição de pessoa humana

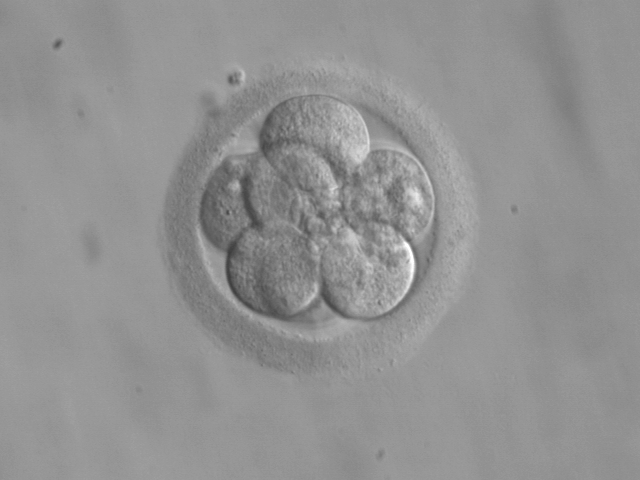
Embrião humano na fase de 8 células

O início da condição de pessoa humana é o momento em que um ser humano é reconhecido pela primeira vez como pessoa. Existem divergências sobre o momento exato em que a condição de pessoa humana se inicia e a natureza desse status. A questão surge em várias áreas, incluindo ciência, religião, filosofia e direito, e é mais relevante em debates sobre o aborto, pesquisa com células-tronco, direitos reprodutivos e direitos fetais.
Tradicionalmente, o conceito de condição de pessoa incluía o conceito de alma (espírito), um conceito metafísico de uma dimensão não corpórea ou extracorpórea dos seres humanos. Na modernidade, os conceitos de subjetividade e intersubjetividade, condição de pessoa, mente e o eu passaram a englobar diversos aspectos da humanidade que antes eram considerados características da alma. Uma questão sobre o início da condição de pessoa humana é o momento em que a alma entra no corpo. Uma questão alternativa, tanto historicamente quanto nos tempos modernos, é: em que ponto o indivíduo em desenvolvimento adquire a condição de pessoa ou a identidade própria.
Questões relacionadas ao início da condição de pessoa humana incluem o status legal, a integridade corporal e a subjetividade das mães, e o conceito filosófico de natalidade, ou seja, "a capacidade distintamente humana de iniciar um novo começo" que uma nova vida humana incorpora.
As discussões sobre o início da condição de pessoa podem ser enquadradas em termos do momento em que a vida começa. James McGrath e outros argumentam que o início da condição de pessoa não é intercambiável com o início de uma vida humana.De acordo com Jed Rubenfeld, os termos ser humano e pessoa não são necessariamente sinônimos.

## Marcadores biológicos
O embriologista Scott Gilbert afirma: 
Não há consenso entre os biólogos sobre quando a condição de pessoa se inicia. Diferentes biólogos propuseram que a condição de pessoa começa em eventos como a fertilização, a gastrulação, a aquisição de um padrão de EEG e o nascimento. Outros cientistas afirmam que a aquisição da condição de pessoa é gradual ou que a questão não é de natureza biológica.

### Fertilização
A fertilização é a fusão dos gametas; uma célula espermatozoide e um óvulo (célula-ovo) se fundem para formar um zigoto unicelular. Este é o início da fase diploide do ciclo de vida humano, após duas células haploide geneticamente únicas, criadas por meiose e translocação cromossômica, combinarem seu DNA e começarem a se desenvolver em um organismo multicelular. O zigoto é geneticamente distinto de cada um de seus pais.
O processo de fertilização dura cerca de 24 horas. Muitos zigotos morrem logo após a fertilização, na maioria das vezes devido a anomalias cromossômicas. As estimativas da porcentagem que morrem antes da implantação variam de 10% a 70%. Aqueles que não se implantam na parede uterina são eliminados juntamente com o revestimento endometrial durante a menstruação. Daqueles que se implantam, muitos sofrem aborto espontâneo, frequentemente sem que a mulher saiba que estava grávida; as estimativas de perda pós-implantação também variam consideravelmente. À medida que ocorre a clivagem (divisão celular), um único zigoto pode se dividir em dois ou três, resultando em gêmeos monozigóticos (idênticos) ou trigêmeos. Em outros casos, dois zigotos fertilizados individualmente podem se fundir em um único zigoto, conhecido como quimera.
Segundo alguns comentaristas, a vida começa no momento da fertilização. Charles E. Rice afirmou que Bradley M. Patten em Foundations of Embryology escreveu que a união do espermatozoide e do óvulo "inicia a vida de um novo indivíduo", dando início "a uma nova história de vida individual". Rice também cita Herbert Ratner em A Doctor Talks About Abortion: "Está agora, com absoluta certeza, que um ser humano passa a existir precisamente no momento em que o espermatozoide se combina com o óvulo". Ratner afirmou que esse conhecimento provém do estudo da genética. Na fertilização, todas as características genéticas, como a cor dos olhos, "são estabelecidas de forma determinante". No livro didático Psychology and Life, Floyd L. Ruch escreveu: "No momento da concepção, duas células germinativas vivas (espermatozoide e óvulo) se unem para produzir um indivíduo". James C. G. Conniff escreveu: "Nesse momento ocorre a concepção e, os cientistas geralmente concordam, uma nova vida começa—silenciosa, secreta, desconhecida".

### Implantação
No livro Aborting America, Bernard Nathanson afirmou que a implantação deve ser considerada o ponto em que a vida começa. Ele afirmou: "Bioquimicamente, é quando alfa [o ser humano não nascido] anuncia sua presença como parte da comunidade humana por meio de suas mensagens hormonais, que agora temos a tecnologia para receber. Sabemos também, bioquimicamente, que se trata de um organismo independente, distinto da mãe." No livro When Does Human Life Begin?, John L. Merritt e seu filho J. Lawrence Meritt II afirmaram que, se "o sopro da vida" (Gênesis 2:7) é oxigênio, então um blastocisto passa a absorver o sopro da vida do sangue materno no momento em que se implanta com sucesso em seu útero, o que geralmente ocorre nove dias após a fertilização. De acordo com Goldie Milgram, a tradição judaica interpreta a frase bíblica "sopro da vida" como a atmosfera da Terra, e que a vida começa quando a cabeça do bebê emerge do corpo da mãe e toma seu primeiro fôlego de ar.

### Gastrulação
Gêmeos monozigóticos não unidos podem se formar até o 14º dia do desenvolvimento embrionário; quando a geminação ocorre após 14 dias, os gêmeos provavelmente serão unidos. A gastrulação ocorre aos 14 dias e é o estágio em que gêmeos não unidos não podem mais se formar. Segundo Bonnie e Vern Bulloch, um embrião precoce não pode ser considerado uma pessoa porque "se cada pessoa é um indivíduo, não se pode ser dividido de si mesmo". Norman Ford afirmou: "as evidências parecem indicar não que não há indivíduo na concepção, mas que há pelo menos um e possivelmente mais".[carece de fontes?] Ele continuou defendendo a ideia de que, semelhante aos processos em outras espécies, um gêmeo poderia ser o progenitor do outro por reprodução assexual. Theodore Hall concordou com a plausibilidade dessa explicação, afirmando: "Perguntamo-nos se o processo biológico na geminação não é simplesmente mais um exemplo de como a natureza se reproduz a partir de outros indivíduos sem destruir a individualidade dessa pessoa". Gilbert cita o bioeticista Robert Green dizendo: "Só na gastrulação podemos afirmar que o longo processo de individuação está completo".:

### Função cerebral (nascimento do cérebro)
Segundo D.G. Jones, existem dois tipos de morte cerebral — a morte cerebral completa, o cessar irreversível da função tanto do tronco encefálico quanto das partes superiores do cérebro — e a morte do cérebro superior, que é a destruição apenas dos hemisférios cerebrais, com possível retenção da função do tronco encefálico; analogamente, existem dois tipos de nascimento do cérebro com base em sua reversão — o nascimento do tronco encefálico, na primeira aparição das ondas cerebrais na parte inferior do cérebro (tronco encefálico) entre 6 e 8 semanas de gestação, e o nascimento do cérebro superior, na primeira aparição das ondas cerebrais na parte superior do cérebro (córtex cerebral) entre 22 e 24 semanas de gestação.

### Viabilidade fetal
A perspectiva de Planned Parenthood, um importante fornecedor de abortos nos Estados Unidos, baseia-se na viabilidade fetal. Ela afirmou:
Até que o feto seja viável, quaisquer direitos a ele concedidos podem ocorrer em detrimento da mulher grávida, simplesmente porque o feto não pode sobreviver exceto dentro do corpo da mulher. Após a viabilidade, a gravidez pode ser interrompida, seja por uma cesariana ou trabalho de parto induzido, com o feto sobrevivendo para se tornar um recém-nascido. Vários grupos acreditam que o aborto antes da viabilidade é aceitável, mas é inaceitável depois.
Em alguns países, os abortos precoces são legais em todas as circunstâncias, mas os abortos em estágios avançados são limitados a casos em que há uma necessidade médica clara. Não existe um limite preciso de desenvolvimento, idade gestacional ou peso em que um feto humano se torna automaticamente viável. Um estudo de 2013 afirmou: "Embora apenas uma pequena proporção de nascimentos ocorra antes de 24 semanas completas de gestação (cerca de 1 a cada 1000), a sobrevivência é rara e a maioria deles resulta em óbitos fetais ou em nascimentos vivos seguidos por morte neonatal".

### Nascimento
Alguns comentaristas acreditam que, enquanto o feto ainda estiver dentro do corpo da mãe, independentemente de ser viável ou não, ele não possui direitos próprios. Em algumas interpretações da lei judaica, a vida começa no primeiro suspiro; Outras interpretações afirmam: "a criança não nascida, embora seja um ser vivo, ainda não possui um status de pessoa equivalente ao de sua mãe".

### Se esta é uma questão científica
Alguns biólogos afirmam que o início da condição de pessoa não é uma questão que possam responder. Em 1981, o senador Jesse Helms introduziu um Projeto de Lei sobre a Vida Humana que dizia: "O Congresso constata que as evidências científicas atuais indicam uma probabilidade significativa de que a vida humana real exista na concepção" e que "pessoa" incluirá toda a vida humana conforme definido neste documento", provocando resposta de muitos cientistas e profissionais da área médica. A National Academy of Sciences aprovou uma resolução afirmando que a questão de saber se a vida humana existe desde a concepção era "uma questão à qual a ciência não pode fornecer resposta... Definir o momento em que o embrião em desenvolvimento se torna uma pessoa deve permanecer uma questão de valor moral ou religioso". Um grupo de mais de 1.200 cientistas assinou uma petição afirmando: "Como cientistas, concordamos que a ciência não pode definir o momento em que a 'vida humana real' começa e consideramos que a tentativa de alcançar uma resolução científica para essa questão representa um uso indevido e um mal-entendido da ciência". Uma série de audiências no Senado também foi realizada, e muitos cientistas e profissionais médicos testemunharam. Alguns afirmaram que a vida começa na concepção, mas outros disseram que essa não é uma questão passível de resposta científica. Lewis Thomas disse: "se a primeira célula única que surge após a fertilização de um óvulo representa, em si mesma, uma vida humana, não é, em nenhum sentido real, uma questão científica e não pode ser respondida por cientistas... pode ser debatida por filósofos e teólogos, mas está além do alcance da ciência." Frederick Chapman Robbins afirmou: "a questão de quando a vida começa não é, em essência, uma questão científica. Ao contrário, evoca julgamentos éticos e de valor complicados. De fato, duvido que as ciências da saúde possam lançar muita luz sobre tais questões morais."

## Outros marcadores
Existem também outras ideias sobre quando se alcança a condição de pessoa:
- na Infusão da Alma ou na percepção dos movimentos fetais;
- na "formação" – um conceito inicial de desenvolvimento corporal (veja preformacionismo);
- no surgimento da consciência;
- no surgimento da racionalidade (ver Immanuel Kant).

A condição de pessoa humana também pode ser vista como um trabalho em progresso, com o início sendo um contínuo em vez de um momento no tempo.

### Individuação
Filósofos como Tomás de Aquino usam o conceito de individuação. Eles afirmam que o aborto não é permitido a partir do ponto em que a identidade humana individual se realiza. Segundo Anthony Kenny, isso pode ser derivado de crenças e da linguagem cotidiana, e pode-se dizer: "se minha mãe tivesse abortado seis meses após o início da gravidez, ela teria me matado", podendo-se inferir razoavelmente que, aos seis meses, o "eu" em questão já seria uma pessoa existente com direito válido à vida. Como a divisão do zigoto em gêmeos por meio da geminação monozigótica pode ocorrer até o décimo quarto dia de gestação, Kenny afirma que a identidade individual é obtida nesse ponto e, assim, o aborto não é permitido após duas semanas.

### Sensação dos movimentos fetais
Sensação dos movimentos fetais é o momento em que a mulher grávida começa a sentir o movimento do feto no útero. A palavra quick originalmente significava vivo, e quicken significa conceder vida. Mulheres que já deram à luz possuem músculos uterinos mais relaxados, tornando-os mais sensíveis ao movimento fetal durante gestações subsequentes. Para elas, o movimento fetal pode ser percebido já às 14 semanas, embora normalmente ocorra por volta das 18 semanas. Uma mulher que não tenha dado à luz anteriormente costuma sentir os movimentos fetais por volta das 20–21 semanas. Algumas leis de aborto antigas foram baseadas nesse critério. Embora não seja comumente utilizado hoje, o critério da sensação dos movimentos fetais para a condição de pessoa foi historicamente empregado na Inglaterra, e em outras jurisdições que basearam seus sistemas legais no sistema jurídico inglês, como os estados de Connecticut e de Nova York nos EUA.

### Idade adulta
Historicamente, as crianças nem sempre foram vistas como pessoas. O infanticídio era praticado em muitas culturas históricas. Até meados do século XIX, a lei dos EUA era ambígua quanto à condição de pessoa para crianças com menos de 18 anos.

## Perspectivas filosóficas e religiosas
As ideias sobre os inícios da vida humana e da condição de pessoa variaram entre os contextos sociais e mudaram com as transformações nas crenças éticas e religiosas, às vezes como resultado de avanços no conhecimento científico; em geral, elas se desenvolveram em paralelo com as atitudes em relação ao aborto e o uso do infanticídio para controle reprodutivo. Como o desenvolvimento humano é contínuo, identificar um momento em que um ser humano se torna pessoa pode levar a um exemplo do paradoxo de Sorites, também conhecido como o paradoxo do monte de areia.
Segundo Neil Postman, em sociedades pré-modernas, a vida das crianças não era considerada única ou valiosa da mesma forma que nas sociedades modernas, em parte devido à alta mortalidade infantil. Quando a infância começou a desenvolver suas próprias características distintivas, incluindo escolas graduadas para ensinar alfabetização, outras habilidades e conhecimento cultural, essa visão mudou. De acordo com Postman: "o costume de celebrar o aniversário de uma criança não existia na América durante a maior parte do século XVIII e, de fato, a marcação precisa da idade de uma criança de qualquer forma é um hábito cultural relativamente recente, com não mais de duzentos anos".
Escritores antigos possuíam visões diversas sobre o início da condição de pessoa, entendendo-o como a entrada ou o desenvolvimento da alma no corpo humano. Em Panpsychism in the West, David Skrbina observou os tipos de alma que os gregos antigos imaginavam. Aristóteles desenvolveu uma teoria de ensoulment progressivo; em seu texto On the Generation of Animals, ele afirmou que a alma se desenvolve primeiro como uma alma vegetativa, depois animal e, por fim, humana, acrescentando que os abortos eram permissíveis no início da gravidez, antes que certos processos biológicos se iniciassem. Ele acreditava que a substância feminina era passiva, a masculina ativa, e que era necessário tempo para que a substância masculina "animasse" o todo.
De acordo com Hinduism Today, a literatura védica afirma que a alma entra no corpo na concepção. Segundo o Talmud, toda vida é preciosa, mas um feto não é uma pessoa, no sentido de que a interrupção da gravidez não é considerada assassinato. Se a vida de uma mulher estiver em perigo devido à gravidez, o aborto é permitido, mas se a "maior parte" do feto já tiver emergido do útero, sua vida não pode ser tirada, mesmo para salvar a mãe, "porque não se pode escolher entre uma vida humana e outra".
De acordo com alguns teólogos medievais cristãos, o infusão da alma ocorre quando um bebê toma seu primeiro suspiro de ar. Eles citam, entre outras passagens, Gênesis 2:7, que diz: "E o Senhor Deus formou o homem do pó da terra, e soprou em suas narinas o sopro da vida; e o homem se tornou uma alma vivente". A Igreja primitiva mantinha diversas opiniões sobre o assunto, geralmente afirmando que o infusão da alma ocorre na concepção ou após um atraso na hominização. Tertuliano defendia que a alma é derivada dos pais e gerada em paralelo com o corpo físico; essa visão, conhecida como traducianismo, foi posteriormente condenada como heresia, e Agostinho de Hipona considerou-na insatisfatória, pois não explicava o pecado original. Baseando-se na versão da Septuaginta de Êxodo 21:22, Agostinho afirmou a visão aristotélica da hominização retardada.[carece de fontes?] Tomás de Aquino e Agostinho de Hipona sustentavam que os fetos eram "animados" — termo de Aristóteles para infusão da alma — por volta do 40º dia após a concepção; ambos consideravam o aborto sempre gravemente errado, pois envolve a interrupção médica de uma pessoa em desenvolvimento.
De modo geral, a alma era vista como um princípio animador, e a alma humana era denominada "alma racional". Alguns seguidores do jainismo promoveram a ideia de que as células espermáticas contêm vida (jivas) e, assim, prejudicá-las vai contra o princípio da não-violência (ahimsa). A prática do celibato ou da abstinência sexual (bramacharya) pode ser adotada para evitar a liberação de espermatozoides, mas isso não se relaciona com a prática mais ampla do celibato no jainismo.
A Igreja Católica Romana considera a fertilização como o início da existência de um indivíduo; sua Academia Pontifícia para a Vida afirmou: "O momento que marca o início da existência de um novo 'ser humano' é constituído pela penetração do espermatozoide no oócito. A fertilização promove uma série de eventos interligados e transforma a célula-ovo em um 'zigoto'." A Congregação para a Doutrina da Fé também afirmou: "A partir do momento em que o óvulo é fertilizado, uma nova vida se inicia, que não é a do pai nem da mãe; é, na verdade, a vida de um novo ser humano com seu próprio desenvolvimento".

## Perspectivas éticas
A distinção no valor ético entre pessoas existentes e pessoas potenciais tem sido questionada. Argumenta-se que a contracepção e a decisão de não procriar poderiam ser consideradas imorais com base semelhante ao aborto. Qualquer marcador do início da condição de pessoa humana não necessariamente indica o momento em que a assistência ou intervenção são eticamente corretas ou incorretas. Em uma perspectiva consequencialista, uma ação de auxílio ou intervenção pode ser considerada equivalente, seja realizada antes, durante ou após a criação de um ser humano, pois o resultado seria o mesmo, isto é, a existência ou inexistência de um ser humano. Na visão que valoriza o fato de trazer à existência potenciais pessoas, argumenta-se que o aborto de uma gravidez indesejada em favor de conceber uma nova criança posteriormente, em melhores condições, é justificado.

## Personalidade no direito

### Tribunais eclesiásticos
Após o declínio do Império Romano do Ocidente e a adoção do cristianismo como religião oficial do Império Romano, os tribunais eclesiásticos detinham ampla jurisdição por toda a Europa. Segundo Donald DeMarco, a Igreja tratava o assassinato de um feto não formado ou "não animado" como uma questão de "homicídio antecipado", com uma penitência correspondente menor. De acordo com o Catecismo da Igreja Católica: "A vida humana deve ser respeitada e protegida absolutamente desde o momento da concepção. Desde o primeiro instante de sua existência, um ser humano deve ser reconhecido como possuidor dos direitos de uma pessoa — entre os quais está o direito inviolável de toda criatura inocente à vida."

### Common law
O Aborto no Reino Unido era tradicionalmente tratado nos tribunais eclesiásticos, mas a partir de 1115, o common law inglês passou a abordar a questão, com a primeira menção em Leges Henrici Primi. Neste tratado, o aborto, mesmo o de um feto "formado", era considerado um "quase-homicídio", acarretando uma pena de 10 anos de penitência, penalidade muito inferior à aplicada ao homicídio. Com exceção de Bracton, escritores posteriores afirmaram que matar um feto é "grande negligência, e não assassinato", conforme formulado por Sir Edward Coke em seus Institutes of the Lawes of England. Coke observou que a vítima do assassinato deveria ter sido "uma criatura razoável in rerum natura", de acordo com os padrões do assassinato na lei inglesa. Sir William Blackstone repetiu essa formulação na Inglaterra e no Dicionário Jurídico de Bouvier nos Estados Unidos. A razoabilidade da criatura tem grande peso na concepção legal da condição de pessoa. As crianças não são consideradas pessoas plenas segundo a lei até atingirem a maioridade. Historicamente, as crianças têm sido tratadas como pessoas em relação a ofensas corporais, começando com a Offences against the Person Act 1828, embora essa proteção não impedisse os pais de venderem seus filhos, como no caso Eliza Armstrong, muito depois de o comércio de escravos ter sido abolido na Inglaterra. Além disso, o common law considerava "uma criança en ventre sa mere" (in utero) como "existente" ou "como nascida" para assegurar que testamentos e fideicomissos não violassem a regra contra perpetuidades; nove ou, às vezes, dez meses de gestação eram estipulados para esse fim.

## Perspectivas legais

### Austrália
Em 2013, o Parlamento de New South Wales considerou um projeto de lei conhecido como "Lei de Zoe", amplamente percebido como o reconhecimento de um feto de 20 semanas como pessoa jurídica. O projeto foi introduzido em resposta à experiência de Brodie Donegan, grávida de oito meses, cuja filha não nascida, chamada Zoe, foi morta em um acidente de trânsito, e ela ficou angustiada porque a lei não considerava Zoe uma vítima do crime por si só, mas sim como um aspecto dos ferimentos de sua mãe. Os opositores do projeto afirmaram que ele ameaçava a legalidade do aborto; os defensores alegaram que essa preocupação era infundada, pois o texto excluía o aborto de seu escopo. Donegan se identifica como a favor da escolha. Enquanto a Assembleia Legislativa de NSW aprovou o projeto, ele não foi aprovado na câmara alta, o Conselho Legislativo, e o projeto nessa forma foi abandonado em novembro de 2014.
Em novembro de 2021, o governo de NSW introduziu uma nova versão da "Lei de Zoe" que criminalizava causar a morte de um feto com pelo menos 20 semanas de gestação; ou, se a idade gestacional não pudesse ser determinada, pelo menos 400 g (14 oz), mediante o assassinato ou lesão criminal da mãe. Esse projeto foi aprovado ainda naquele mês como o Crimes Legislation Amendment (Loss of Foetus) Act 2021. A lei entrou em vigor em 29 de março de 2022.

### Irlanda
A Oitava Emenda da Constituição da Irlanda de 1983 concedeu o direito pleno à vida e à condição de pessoa a qualquer "não nascido". O aborto foi proibido em quase todos os casos, exceto para salvar a vida da mãe. Essa lei foi revogada em 25 de maio de 2018 por uma margem de 66% dos votos, e o aborto tornou-se legal em 1º de janeiro de 2019.[carece de fontes?]

### Estados Unidos
Na decisão de 1885 McArthur v. Scott, a Suprema Corte dos Estados Unidos confirmou o princípio do common law de que uma criança no útero de sua mãe pode ser considerada como "existente" para fins de resolução de disputas sobre testamentos e fideicomissos. Em 1973, Harry Blackmun redigiu a opinião do tribunal para Roe v. Wade, abordando a questão da condição de pessoa humana em relação aos direitos ao aborto. O tribunal afirmou: "Não precisamos resolver a difícil questão de quando a vida começa. Quando aqueles treinados nas respectivas disciplinas de medicina, filosofia e teologia não conseguem chegar a um consenso, o Judiciário, neste ponto do desenvolvimento do conhecimento humano, não está em posição de especular". O tribunal também declarou: "a palavra 'pessoa', conforme usada na Décima Quarta Emenda, não inclui o não nascido".
Várias tentativas foram feitas para aprovar uma Emenda à Vida Humana no Congresso. Algumas versões definiram a palavra "pessoa" nas emendas da Quinta Emenda à Constituição dos Estados Unidos e da Décima Quarta Emenda à Constituição dos Estados Unidos para abranger todos os seres humanos a partir da concepção. Alguns estados alteraram ou tentaram alterar suas constituições estaduais para definir a condição de pessoa como tendo início na concepção.
Em 2002, foi promulgada a Lei de Proteção aos Infantes Nascidos Vivos, que assegura que os conceitos legais de pessoa, bebê, infante e criança incluam aqueles que nasceram vivos durante um aborto espontâneo ou abortamento, independentemente do desenvolvimento, idade gestacional ou se a placenta e o cordão umbilical permanecem anexos. Essa lei não comenta sobre a condição de pessoa in utero, mas garante que nenhuma pessoa após o nascimento seja caracterizada como não sendo pessoa.
Em 2003, foi promulgada a Lei de Proibição do Aborto por Nascimento Parcial, que proíbe um aborto se "ou a cabeça inteira do bebê estiver fora do corpo da mãe, ou qualquer parte do tronco do bebê além do umbigo estiver fora do corpo da mãe".
Em 2004, o presidente George W. Bush assinou a Lei dos Vítimas Não Nascidas de Violência. A lei estende o status de pessoa para uma "criança in utero em qualquer estágio de desenvolvimento, que é carregada no útero", se ela for alvo, ferida ou morta durante a prática de qualquer um dos mais de 60 crimes violentos listados. A lei também proíbe a acusação de "qualquer pessoa por conduta relacionada" a um aborto legalmente consentido. Desde então, 38 estados dos EUA passaram a reconhecer legalmente um feto humano ou "criança não nascida" como vítima de crime para fins das leis de homicídio ou feticídio. Segundo o observatório da mídia progressista Media Matters for America:
Além disso, uma medida de personalidade pré-natal pode submeter uma mulher que sofre uma complicação relacionada à gravidez ou um aborto espontâneo a investigações criminais e possivelmente a pena de prisão por homicídio, homicídio culposo ou imprudência grave. E, como tantas leis utilizam os termos "pessoas" ou "indivíduos", uma medida de personalidade pré-natal poderia afetar um grande número de leis estaduais, alterando a aplicação de milhares de leis e resultando em consequências imprevisíveis, não intencionais e absurdas.
O caso da Suprema Corte de 1992 Planned Parenthood v. Casey estabeleceu que uma lei não pode impor restrições legais que coloquem um padrão de ônus excessivo com o propósito ou efeito de criar um obstáculo substancial para uma mulher que busca o aborto de um feto não viável. Esse padrão foi mantido no caso Whole Woman's Health v. Hellerstedt (2016), no qual várias restrições do Texas foram anuladas; e foi revogado em 2022 pelo caso Dobbs v. Jackson Women's Health Organization, que determinou que não há direito constitucional ao aborto. Em 2024, a Suprema Corte do Alabama considerou os embriões congelados como "crianças extrauterinas", e, assim, passaram a ser legalmente consideradas crianças no Estado do Alabama. Em uma opinião concordante, o presidente do Supremo Tribunal do Alabama, Tom Parker, discutiu a questão "teologicamente": "a vida humana não pode ser destruída de forma injusta sem incorrer na ira de um Deus sagrado" porque "mesmo antes do nascimento, todos os seres humanos carregam a imagem de Deus, e suas vidas não podem ser destruídas sem apagar sua glória". A decisão do tribunal levou três grandes provedores médicos do Alabama a descontinuar o tratamento de fertilização in vitro devido à incerteza legal criada pela decisão. O presidente dos EUA, Joe Biden, descreveu a decisão como "escandalosa e inaceitável".